# Giuseppe Balestrazzi
Giuseppe Balestrazzi (Parma, 6 settembre 1893 – Roma, 1º maggio 1983) è stato un giornalista, attivista e saggista italiano.

## Biografia
Fu sottotenente durante la prima guerra mondiale. Venne ricoverato nel 1917 nell'Ospedale di Parma per una grave mutilazione al braccio sinistro dovuta ad una ferita riportata in guerra. Nell'aprile dello stesso anno, insieme a Priamo Brunazzi, altro mutilato di guerra, e alcuni altri reduci fondò e ne divenne presidente dell'Associazione nazionale mutilati e invalidi di guerra di Parma, di cui fu cofondatore., che fu la prima d'Italia.
L'associazione ebbe un buon consenso, soprattutto attraverso la diffusione di informazioni riguardanti i mutilati e gli invalidi reduci della prima guerra mondiale. L'associazione ottenne ben presto una buona popolarità e in breve tempo arrivò a contare circa duemila iscritti. L'ente vantava una pubblicazione periodica intitolata la Parola.
Nel 1918 divenne direttore responsabile del mensile Il Giornale, con sede a Parma.
Nel 1919 Brunazzi, avendo perso entrambi i piedi durante la prima guerra mondiale, congelati nelle balze ghiacciate del Trentino e successivamente amputati, dovette abbandonare gran parte del suo lavoro, lasciando l'impegno a Balestrazzi che nel 1920 divenne presidente a tutti gli effetti dell'associazione. Nel settembre del 1927 l'Associazione Mutilati ottenne da Gontrano Molossi l'edizione del più antico quotidiano italiano, la Gazzetta di Parma, che gestì fino alla fine di giugno del 1928 quando si perfezionò la provvisoria fusione col Corriere Emiliano. e che fu diretta in quei mesi da Priamo Brunazzi e Leonida Fietta.
Nel 1947, Balestrazzi fondò l'Istituto per la rieducazione dei mutilatini di guerra, ente di assistenza ai fanciulli reduci della guerra. L'istituto fu collocato nell'ospedale militare parmigiano, e accolse per anni centinaia di bambini provenienti da diverse città d'Italia.
Dopo la fine della seconda guerra mondiale Balestrazzi si trasferì a Roma, dove si dedicò al giornalismo e alla scrittura di volumi storici sui suoi trascorsi e sugli avvenimenti collegati. Nel 1953 pubblicò a Roma, per i tipi di Apollon, una monografia dal titolo Sui Colli Fiorentini con i Grandi invalidi di tutte le guerre, la cui prefazione fu firmata da Don Carlo Gnocchi, e in cui rievocò trent'anni di vita dell'Istituto Nazionale "Simone Abamelek Larazew" per i grandi invalidi di guerra al Galluzzo di Firenze, amministrata dall'Opera Nazionale per gli Invalidi di Guerra.
Collaborò con l'Osservatore Romano e, per decenni, con la Gazzetta di Parma, testata su cui scrisse a più riprese dal 1927, anno in cui la gestione del quotidiano fu affidata all'associazione di cui era presidente, fino agli anni ottanta. Sulla Gazzetta di Parma firmò una personale rubrica di approfondimento culturale e pubblicò, raccolto in 37 puntate dall'11 febbraio al 29 marzo 1979, il suo diario storico dal titolo Un uomo di pace tra due guerre.
Morì a Roma il 1º maggio del 1983.

## Opere
Si vedano alcune delle opere di Balestrazzi in: Felice da Mareto (a cura di), Bibliografia Generale delle Antiche Province Parmensi - Autori, Deputazione di storia patria, Parma, 1973;

### Saggi e monografie
- Tutta l'assistenza ai minorati di guerra (prefazione di Augusto Turati), Tip. Mutilati e Invalidi, Trento, 1928.
- Per la morte di Priamo Brunazzi, Commemorazione tenuta nella seduta straordinaria del Consiglio della Associazione nazionale mutilati ed invalidi di guerra del 22 luglio, Ass. Mutilati - Calorno, Parma, 1933.
- La Genova Borgotaro in un decennio di studi e di discussioni, Fresching, Parma, 1938
- Conquiste e mete autarchiche. Studi, discussioni e programmi su Salsomaggiore, Donati, Parma, 1940
- Sui Colli Fiorentini con i Grandi invalidi di tutte le guerre, (prefazione di Don Carlo Gnocchi), Apollon, Roma, 1953
- Vademecum delle associazioni nazionali mutilati ed invalidi di guerra, combattenti e reduci, famiglie caduti e dispersi di guerra e delle opere nazionali, Ed. Apollon, Roma, 1959
- Il senatore Faelli e il nostalgico Consolato dei Parmigiani a Roma, Italgraf, Roma, 1963
- Il Teatro Regio di Parma nella storia della musica. Rievocazioni e auspici, Staderini, Roma, 1963
- Regalità di personaggi storici ed artistici a Palazzo Balestra in Roma, Piazza SS. Apostoli, A.BE.TE., Roma, 1963
- Caprarola e la signoria dei Farnese fra Parma e il Ducato di Castro e Ronciglione, A.BE.TE., Roma, 1963
- I primi cinque anni di lavoro e scorci di vita della Sezione Mutilati di Parma, G.A.I., Roma, 1964
- Una vita votata alla santità - Guido Maria Conforti, Italgraf, Roma 1964
- L'opera nazionale per gli invalidi di guerra in mezzo secolo di storia: 25/3/1917 - 25/3/1967, Apollon, Roma, 1967
- Vecchia Parma cara al cuore, Artegrafica Silva, Parma, 1971

### Articoli e pubblicazioni
- Il Convitto Nazionale "Maria Luigia", in "Crisopoli" n.3, 573-579, 1935
- Una vita votata alla santità: Guido Maria Conforti, vescovo di Parma e fondatore dei Missionari Saveriani, Italgraf, Roma, 1964, nell'"Osservatore Romano", 18 giugno, 1964
- Un maestro della chirurgia del XIII secolo[16] in "Parma bell'arma", n.90-91, 1970
- Parma nel Risorgimento, in "Parma bell'arma", n.96-98, 1971
- Vendeva fazzoletti su un banco della Ghiaia l'ispirato autore di appassionati quartetti, nella "Gazzetta di Parma" 30 ottobre 1961
- Arte e genialità di Renato Brozzi, "Gazzetta di Parma", 22 agosto 1979
- Cesare Gobbo protagonista della scapigliatura parmense, "Gazzetta di Parma", 18 maggio 1981
- De l'homme en societè. L'utopia di Levacher, in "Aurea Parma" 3, 239-268